# Ibadulla Adam
Ibadulla Adam (* 14. Januar 2002 auf Thinadhoo) ist ein Leichtathlet von den Malediven, der sich auf den Sprint spezialisiert hat.

## Sportliche Laufbahn
Erste internationale Erfahrungen sammelte Ibadulla Adam im Jahr 2018, als er bei den Olympischen Jugendspielen in Buenos Aires im 100-Meter-Lauf auf den 29. Platz gelangte. Im Jahr darauf schied er bei den Jugendasienmeisterschaften in Hongkong mit 11,45 s und 22,97 s jeweils in der Vorrunde über 100 und 200 Meter aus und anschließend verpasste er bei den Asienmeisterschaften in Doha mit 22,87 s den Halbfinaleinzug im 200-Meter-Lauf. Zudem belegte er mit der maledivischen 4-mal-400-Meter-Staffel in 3:30,59 min den fünften Platz und mit der 4-mal-100-Meter-Staffel verpasste er den Finaleinzug. 2022 schied er bei den Islamic Solidarity Games in Konya mit 21,51 s im Halbfinale über 200 Meter aus und kam über 100 Meter mit 10,54 s nicht über die Vorrunde hinaus. 2024 nahm er dank einer Wildcard über 100 Meter an den Olympischen Sommerspielen in Paris teil und schied dort mit 10,55 s in der Vorausscheidungsrunde aus. Im Jahr darauf kam er bei den Asienmeisterschaften in Gumi mit 10,78 s nicht über den Vorlauf über 100 Meter hinaus.
2024 wurde Adam maledivischer Meister im 100- und 200-Meter-Lauf.

## Persönliche Bestleistungen
- 100 Meter: 10,55 s (+0,2 m/s), 3. August 2024 in Paris
- 200 Meter: 21,69 s (+1,0 m/s), 5. September 204 in Malé